# Харьковский (Краснодарский край)
Ха́рьковский — хутор в Лабинском районе Краснодарского края.
Административный центр Харьковского сельского поселения.

## География
Располагается по берегам реки Грязнуха 2-я,

### Уличная сеть
- ул. Мира,
- ул. Набережная,
- ул. Советская.

## История
Постановлением Заксобрания Краснодарского края от 27 мая 1997 года № 639-П в черту хутора Харьковский вошёл соседний хутор Гай.

## Население
| 2002 | 2010 | 2012 | 2013 | 2014 | 2015 |
| ---- | ---- | ---- | ---- | ---- | ---- |
| 753  | ↘706 | ↘701 | ↘695 | ↘688 | ↘675 |
| 2016 | 2017 | 2018 | 2019 | 2020 | 2021 |
| ↘664 | ↘651 | ↗654 | ↘645 | ↗652 | ↘571 |
| 2023 |      |      |      |      |      |
| ↘554 |      |      |      |      |      |

## Инфраструктура
Личное подсобное хозяйство с зоной сельскохозяйственного использования, индивидуальная застройка усадебного типа.
Основа экономики — сельское хозяйство.

## Памятные места, достопримечательности
Мемориал погибшим советским воинам.

## Транспорт
Автобусное сообщение с райцентром. Остановка общественного транспорта «Харьковский». 